# Гибсон, Джеймс (астроном)
| Открытые астероиды: 26      | Открытые астероиды: 26 |
| --------------------------- | ---------------------- |
| 1837 Osita                  | 16 августа 1971        |
| 1919 Clemence [1]           | 16 сентября 1971       |
| 1920 Sarmiento [1]          | 11 ноября 1971         |
| (1943) Антерос              | 13 марта 1973          |
| (2035) Стернс               | 21 сентября 1973       |
| 2309 Mr. Spock              | 16 августа 1971        |
| 3090 Tjossem                | 4 января 1982          |
| 3711 Ellensburg             | 31 августа 1983        |
| 3833 Calingasta [1]         | 27 сентября 1971       |
| (4858) 1985 UA              | 23 октября 1985        |
| (5362) 1978 CH              | 2 февраля 1978         |
| 7460 Julienicoles           | 9 мая 1984             |
| (8334) 1984 CF              | 10 февраля 1984        |
| (11437) 1971 SB [1]         | 16 сентября 1971       |
| (12662) 1978 CK             | 2 февраля 1978         |
| (27700) 1982 SW3            | 28 сентября 1982       |
| (27701) 1983 QR             | 30 августа 1983        |
| (37557) 1984 JR             | 9 мая 1984             |
| (43756) 1984 CE             | 10 февраля 1984        |
| (52262) 1983 QV             | 30 августа 1983        |
| (79115) 1984 JK             | 9 мая 1984             |
| (85151) 1983 QT             | 30 августа 1983        |
| (100000) Астронавтика       | 28 сентября 1982       |
| (100002) 1983 QC1           | 30 августа 1983        |
| (120451) 1983 QU            | 30 августа 1983        |
| (178288) 1983 QF1           | 30 августа 1983        |
| 1. совместно с Карлос Сеско |                        |

Джеймс Гибсон (англ. James B. Gibson) — американский астроном, первооткрыватель комет и астероидов, который в настоящее время работает в Лаборатории реактивного движения. В период 1989 по 1994 год в Паломарской обсерватории им было обнаружено в общей сложности 26 астероидов, в том числе астероида (1943) Антерос из группы Амура и юбилейного стотысячного астероида (100000) Астронавтика.
В 1971 году вызвал скандал в научном сообществе, назвав открытый им астероид в честь своего кота, которого он возил с собой в астрономические экспедиции. Кота звали Спок в честь персонажа Звездного пути. В результате было принято решение запретить называть астероиды в честь домашних животных.
В знак признания его заслуг одному из астероидов было присвоено его имя (2742) Гибсон.